# Johannes Martinus Diedrich
Johannes Martinus Diedrich (Amsterdam, 24 november 1839- Den Bosch, 26 september 1913) was een Nederlands organist.
Hij werd geboren binnen het gezin van bediende Jan Jacob Diedrich en Johanna Sophia Graichen. Hij was getrouwd met Berbera Hendrika Bax. Zoon Willem Frederik Hendrik Diedrich (Hasselt (Overijssel), 8 juli 1869 – Den Bosch, 16 april 1894) was voor korte tijd organist van de Nederlands Hervormde Gemeente in Heusden, maar overleed op 24-jarige leeftijd. De familie woonde enige tijd aan de Hinthamerstraat 80 te Den Bosch. Begin 1913 werd hij gehuldigd voor zijn 40 jaar als organist in Den Bosch, dat najaar overleed hij plotseling. Hij werd begraven op de Algemene Begraafplaats in Den Bosch.
Hij kreeg zijn eerste opleiding van plaatselijke organisten als Hopman (Lutherse Kerk) en Nicolaas Klaassen (Oosterkerk). Daarna ging hij naar de muziekschool om er lessen te volgen van Jan George Bertelman en vervolgens naar Utrecht om er les te krijgen van Willem Johan Frederik Nieuwenhuysen te Utrecht. Hij volgde ook zanglessen en wel bij Wilhelmus Smits.
Als "vaste" organisttrok hij het hele land door; hij bezette posten in Bloemendaal, Wormerveer, Loenen aan de Vecht, Winterswijk, Hasselt en vanaf 1873 tot aan zijn dood in de Sint-Janskathedraal in Den Bosch. In sommige van die plaatsen was hij tevens beiaardier, muziekonderwijzer en pianohandelaar/stemmer. Hij was ook enige tijd tweede secretaris van de Nederlandse Organisten Vereniging.
Hij heeft ook in bescheiden aantallen gecomponeerd. Hij schreef muziek bij Nederland en Oranje, een lied gewijd aan het vorstenpaar bij gelegenheid van het 25-jarig kroningsfeest (12 mei 1874) met tekst van W.J.Krenser (Krenser was getrouwd met de zuster van Bax). Bede is een ander werk van hem (voor orgel).